# Strobilanthes lactucifolius
Strobilanthes lactucifolius är en akantusväxtart som beskrevs av Leveille. Strobilanthes lactucifolius ingår i släktet Strobilanthes och familjen akantusväxter. Inga underarter finns listade i Catalogue of Life.